# Hibrid (film)
Hibrid (în engleză Splice) este un film SF de groază din 2009 regizat de Vincenzo Natali cu Adrien Brody, Sarah Polley și Delphine Chanéac în rolurile principale. Filmul prezintă experimentele de inginerie genetică realizate de un tânăr cuplu de oameni de știință, care încearcă să introducă ADN-ul uman în cercetarea lor de îmbinare a genelor animale.

## Distribuție
- Adrien Brody - Clive Nicoli
- Sarah Polley - Elsa Kast
- Delphine Chanéac - Dren
  - Abigail Chu - Child Dren
- Brandon McGibbon - Gavin Nicoli
- Simona Maicanescu - Joan Chorot
- David Hewlett - William Barlow